# Élections législatives de 2002 en Charente-Maritime
Les élections législatives françaises de 2002 se déroulent les 9 et 16 juin 2002. Dans le département de la Charente-Maritime, cinq députés sont à élire dans le cadre de cinq circonscriptions.

## Élus
| Circonscription | Député sortant                          | Parti | Parti | Député élu ou réélu | Parti | Parti |
| --------------- | --------------------------------------- | ----- | ----- | ------------------- | ----- | ----- |
| 1re             | Maxime Bono suppléant de Michel Crépeau |       | PS    | Maxime Bono         |       | PS    |
| 2e              | Bernard Grasset                         |       | PS    | Jean-Louis Léonard  |       | UMP   |
| 3e              | Jean Rouger                             |       | PS    | Xavier de Roux      |       | UMP   |
| 4e              | Dominique Bussereau                     |       | RPR   | Dominique Bussereau |       | UMP   |
| 5e              | Didier Quentin                          |       | RPR   | Didier Quentin      |       | UMP   |

## Résultats

### Résultats à l'échelle du département
| Parti                                                 | Parti                               | Premier tour | Premier tour | Second tour | Second tour | Sièges |
| Parti                                                 | Parti                               | Voix         | %            | Voix        | %           | Sièges |
| ----------------------------------------------------- | ----------------------------------- | ------------ | ------------ | ----------- | ----------- | ------ |
|                                                       | Union pour un mouvement populaire   | 104 643      | 39,26        | 140 170     | 56,15       | 4      |
|                                                       | Union pour la démocratie française  | 10 246       | 3,84         |             |             | 0      |
|                                                       | Mouvement pour la France            | 2 311        | 0,87         | 0           |             |        |
|                                                       | Démocratie libérale                 | 1 289        | 0,48         | 0           |             |        |
|                                                       | Rassemblement pour la France        | 1 243        | 0,47         | 0           |             |        |
|                                                       | Divers droite                       | 818          | 0,31         | 0           |             |        |
|                                                       | Majorité présidentielle             | 120 550      | 45,23        | 140 170     | 56,15       | 4      |
|                                                       |                                     |              |              |             |             |        |
|                                                       | Parti socialiste                    | 64 413       | 24,17        | 91 548      | 36,67       | 1      |
|                                                       | Parti radical de gauche             | 14 073       | 5,28         | 17 932      | 7,18        | 0      |
|                                                       | Les Verts                           | 8 314        | 3,12         |             |             | 0      |
|                                                       | Parti communiste français           | 7 180        | 2,69         | 0           |             |        |
|                                                       | Pôle républicain                    | 1 977        | 0,74         | 0           |             |        |
|                                                       | Divers gauche                       | 1 264        | 0,47         | 0           |             |        |
|                                                       | Gauche parlementaire                | 97 221       | 36,47        | 109 480     | 43,85       | 1      |
|                                                       |                                     |              |              |             |             |        |
|                                                       | Front national                      | 22 950       | 8,61         |             |             | 0      |
|                                                       | Chasse, pêche, nature et traditions | 13 587       | 5,10         | 0           |             |        |
|                                                       | Extrême gauche dont LCR, LO et PT   | 7 556        | 2,83         | 0           |             |        |
|                                                       | Divers                              | 1 959        | 0,73         | 0           |             |        |
|                                                       | Mouvement national républicain      | 1 917        | 0,72         | 0           |             |        |
|                                                       | Divers écologiste dont MÉI et Cap21 | 798          | 0,30         | 0           |             |        |
|                                                       |                                     |              |              |             |             |        |
| Inscrits                                              | Inscrits                            | 418 831      | 100,00       | 418 815     | 100,00      | 5      |
| Abstentions                                           | Abstentions                         | 146 851      | 35,06        | 160 406     | 38,3        |        |
| Votants                                               | Votants                             | 271 980      | 64,94        | 258 409     | 61,7        |        |
| Blancs et nuls                                        | Blancs et nuls                      | 5 442        | 2            | 8 759       | 3,39        |        |
| Exprimés                                              | Exprimés                            | 266 538      | 98           | 249 650     | 96,61       |        |
| Source : Ministère de l'Intérieur - Charente-Maritime |                                     |              |              |             |             |        |

### Résultats par circonscription

#### Première circonscription (La Rochelle)
| Candidat                          | Candidat                    | Parti                     | Premier tour | Premier tour | Second tour | Second tour |  |
| Candidat                          | Candidat                    | Parti                     | Voix         | %            | Voix        | %           |  |
| --------------------------------- | --------------------------- | ------------------------- | ------------ | ------------ | ----------- | ----------- |  |
|                                   | Maxime Bono sortant réélu   | PS                        | 21 138       | 37,12        | 28 725      | 53,02       |  |
|                                   | Catherine Normandin         | UMP                       | 15 731       | 27,63        | 25 457      | 46,98       |  |
|                                   | Philippe Chastenet          | UDF                       | 5 131        | 9,01         |             |             |  |
|                                   | Yolande Bak                 | FN                        | 3 612        | 6,34         |             |             |  |
|                                   | Gilles Gautronneau          | PRG                       | 3 070        | 5,39         |             |             |  |
|                                   | Esther Queuneudec-Mémain    | PCF                       | 1 482        | 2,60         |             |             |  |
|                                   | Alain Bucherie              | Les Verts                 | 1 403        | 2,46         |             |             |  |
|                                   | Christian Dessens           | DL                        | 1 289        | 2,26         |             |             |  |
|                                   | Marie-Bernadette Puglierini | CPNT                      | 1 059        | 1,86         |             |             |  |
|                                   | François Dupouy             | LCR                       | 784          | 1,38         |             |             |  |
|                                   | Marie-Françoise Deschamps   | Pôle républicain          | 384          | 0,67         |             |             |  |
|                                   | Antoine Colin               | LO                        | 376          | 0,66         |             |             |  |
|                                   | Jean-Michel Soulaire        | MNR                       | 369          | 0,65         |             |             |  |
|                                   | Cyrille Weber               | Divers (PDA)              | 359          | 0,63         |             |             |  |
|                                   | Maurice Izambard            | Divers écologiste (Cap21) | 323          | 0,57         |             |             |  |
|                                   | Guy Huljack                 | Divers écologiste (MÉI)   | 209          | 0,37         |             |             |  |
|                                   | Jacques Dumerc              | Extrême gauche (PT)       | 190          | 0,33         |             |             |  |
|                                   | Fabrice Restier             | Divers (PSF)              | 30           | 0,05         |             |             |  |
|                                   |                             |                           |              |              |             |             |  |
| Inscrits                          | Inscrits                    | Inscrits                  | 87 546       | 100,00       | 87 545      | 100,00      |  |
| Abstentions                       | Abstentions                 | Abstentions               | 29 871       | 34,12        | 32 031      | 36,59       |  |
| Votants                           | Votants                     | Votants                   | 57 675       | 65,88        | 55 514      | 63,41       |  |
| Blancs et nuls                    | Blancs et nuls              | Blancs et nuls            | 736          | 1,28         | 1 332       | 2,4         |  |
| Exprimés                          | Exprimés                    | Exprimés                  | 56 939       | 98,72        | 54 182      | 97,6        |  |
| Source : Ministère de l'Intérieur |                             |                           |              |              |             |             |  |

#### Deuxième circonscription (Rochefort)
| Candidat       | Candidat               | Parti             | Premier tour | Premier tour | Second tour | Second tour |  |
| Candidat       | Candidat               | Parti             | Voix         | %            | Voix        | %           |  |
| -------------- | ---------------------- | ----------------- | ------------ | ------------ | ----------- | ----------- |  |
|                | Jean-Louis Léonard élu | UMP               | 19 970       | 38,45        | 26 671      | 53,55       |  |
|                | André Bonnin           | PS                | 15 519       | 29,88        | 23 132      | 46,45       |  |
|                | Michel Erbé            | FN                | 3 734        | 7,19         |             |             |  |
|                | Thierry Joulin         | CPNT              | 2 994        | 5,76         |             |             |  |
|                | Fanny Lortat-Jacob     | UDF               | 1 776        | 3,42         |             |             |  |
|                | Gérard Blanchier       | PCF               | 1 630        | 3,14         |             |             |  |
|                | Corinne Cap            | Les Verts         | 1 395        | 2,69         |             |             |  |
|                | Michel Maitrehut       | Divers droite     | 818          | 1,58         |             |             |  |
|                | Sophie Texier          | LCR               | 690          | 1,33         |             |             |  |
|                | Xavier Boniface        | Pôle républicain  | 664          | 1,28         |             |             |  |
|                | Anne Bernon            | LO                | 636          | 1,22         |             |             |  |
|                | Éliane Ducellier       | Divers écologiste | 555          | 1,07         |             |             |  |
|                | Ginette Grandin        | MPF               | 476          | 0,92         |             |             |  |
|                | Roland Ayel            | MNR               | 295          | 0,57         |             |             |  |
|                | Guy Jacob              | MÉI               | 266          | 0,51         |             |             |  |
|                | Erick Joyau            | RPF               | 201          | 0,39         |             |             |  |
|                | Marie-Thérèse Morin    | PT                | 197          | 0,38         |             |             |  |
|                | Catherine Percebois    | Divers gauche     | 119          | 0,23         |             |             |  |
|                |                        |                   |              |              |             |             |  |
| Inscrits       | Inscrits               | Inscrits          | 83 252       | 100,00       | 83 250      | 100,00      |  |
| Abstentions    | Abstentions            | Abstentions       | 30 163       | 36,23        | 31 895      | 38,31       |  |
| Votants        | Votants                | Votants           | 53 089       | 63,77        | 51 355      | 61,69       |  |
| Blancs et nuls | Blancs et nuls         | Blancs et nuls    | 1 154        | 2,17         | 1 552       | 3,02        |  |
| Exprimés       | Exprimés               | Exprimés          | 51 935       | 97,83        | 49 803      | 96,98       |  |

#### Troisième circonscription (Saintes)
| Candidat       | Candidat               | Parti            | Premier tour | Premier tour | Second tour | Second tour |  |
| Candidat       | Candidat               | Parti            | Voix         | %            | Voix        | %           |  |
| -------------- | ---------------------- | ---------------- | ------------ | ------------ | ----------- | ----------- |  |
|                | Xavier de Roux élu     | UMP              | 16 969       | 34,72        | 25 060      | 53,77       |  |
|                | Jean Rouger sortant    | PS               | 14 962       | 30,61        | 21 547      | 46,23       |  |
|                | Jean-Michel Guilloteau | FN               | 4 149        | 8,49         |             |             |  |
|                | Jean-Philippe Ardouin  | UDF              | 3 339        | 6,83         |             |             |  |
|                | Philippe Barotin       | CPNT             | 2 507        | 5,13         |             |             |  |
|                | Dominique Godineau     | Les Verts        | 1 624        | 3,32         |             |             |  |
|                | Michelle Carmouse      | PCF              | 1 418        | 2,9          |             |             |  |
|                | Marie-Thérèse Gerault  | LCR              | 830          | 1,7          |             |             |  |
|                | Simone Grange          | LO               | 615          | 1,26         |             |             |  |
|                | Patrick Le Pivert      | MPF              | 448          | 0,92         |             |             |  |
|                | Patrick Chebroux       | RPF              | 295          | 0,81         |             |             |  |
|                | Jean-Mary Boisnier     | Divers           | 277          | 0,77         |             |             |  |
|                | Jean-Marc Séguinot     | Extrême gauche   | 350          | 0,72         |             |             |  |
|                | Gérard Desrente        | ÉD               | 334          | 0,68         |             |             |  |
|                | Amel Nairi             | Pôle républicain | 329          | 0,67         |             |             |  |
|                | Annie Quiquempois      | MNR              | 234          | 0,48         |             |             |  |
|                |                        |                  |              |              |             |             |  |
| Inscrits       | Inscrits               | Inscrits         | 76 492       | 100,00       | 76 495      | 100,00      |  |
| Abstentions    | Abstentions            | Abstentions      | 26 418       | 34,54        | 28 006      | 36,61       |  |
| Votants        | Votants                | Votants          | 50 074       | 65,46        | 48 489      | 63,39       |  |
| Blancs et nuls | Blancs et nuls         | Blancs et nuls   | 1 194        | 2,38         | 1 882       | 3,88        |  |
| Exprimés       | Exprimés               | Exprimés         | 48 880       | 97,62        | 46 607      | 96,12       |  |

#### Quatrième circonscription (Royan - Jonzac)
| Candidat       | Candidat                          | Parti            | Premier tour | Premier tour | Second tour | Second tour |  |
| Candidat       | Candidat                          | Parti            | Voix         | %            | Voix        | %           |  |
| -------------- | --------------------------------- | ---------------- | ------------ | ------------ | ----------- | ----------- |  |
|                | Dominique Bussereau sortant réélu | UMP              | 24 413       | 47,17        | 29 642      | 62,31       |  |
|                | Philippe Callaud                  | PRG (PS)         | 11 003       | 21,26        | 17 932      | 37,69       |  |
|                | Éliane Petrus                     | FN               | 5 392        | 10,42        |             |             |  |
|                | Gérard Fontenay                   | CPNT             | 3 508        | 6,78         |             |             |  |
|                | Nathalie Riollet                  | Les Verts        | 1 679        | 3,24         |             |             |  |
|                | René Renaudet                     | PCF              | 1 282        | 2,48         |             |             |  |
|                | Henri-Georges Dubois              | Divers gauche    | 1 145        | 2,21         |             |             |  |
|                | Marc Thibault                     | LCR              | 736          | 1,42         |             |             |  |
|                | Frédéric Marie                    | LO               | 662          | 1,28         |             |             |  |
|                | Alain Girard                      | Pôle républicain | 660          | 1,16         |             |             |  |
|                | Élise Bridier                     | MPF              | 568          | 1,1          |             |             |  |
|                | Séverine Werbrouck                | MNR              | 463          | 0,89         |             |             |  |
|                | Michel Faltot                     | Divers           | 304          | 0,59         |             |             |  |
|                |                                   |                  |              |              |             |             |  |
| Inscrits       | Inscrits                          | Inscrits         | 81 865       | 100,00       | 81 861      | 100,00      |  |
| Abstentions    | Abstentions                       | Abstentions      | 28 858       | 35,25        | 32 358      | 39,53       |  |
| Votants        | Votants                           | Votants          | 53 007       | 64,75        | 49 503      | 60,47       |  |
| Blancs et nuls | Blancs et nuls                    | Blancs et nuls   | 1 252        | 2,36         | 1 929       | 3,9         |  |
| Exprimés       | Exprimés                          | Exprimés         | 51 755       | 97,64        | 47 574      | 96,1        |  |

#### Cinquième circonscription (Royan - Oléron)
| Candidat       | Candidat                     | Parti          | Premier tour | Premier tour | Second tour | Second tour |  |
| Candidat       | Candidat                     | Parti          | Voix         | %            | Voix        | %           |  |
| -------------- | ---------------------------- | -------------- | ------------ | ------------ | ----------- | ----------- |  |
|                | Didier Quentin sortant réélu | UMP            | 27 560       | 48,33        | 33 340      | 64,76       |  |
|                | Régine Joly                  | PS             | 12 794       | 22,43        | 18 144      | 35,24       |  |
|                | Didier Fontaine              | FN             | 6 063        | 10,63        |             |             |  |
|                | Olivier Delabbey             | CPNT           | 3 519        | 6,17         |             |             |  |
|                | Éric Chollon                 | Les Verts      | 2 213        | 3,88         |             |             |  |
|                | Jacques Guiard               | PCF            | 1 368        | 2,4          |             |             |  |
|                | Nicole Lebigre               | MPF            | 819          | 1,44         |             |             |  |
|                | Monica Casanova              | LCR            | 789          | 1,38         |             |             |  |
|                | Thierry Marquet              | LO             | 701          | 1,23         |             |             |  |
|                | Régine Bouchon               | Divers droite  | 647          | 1,13         |             |             |  |
|                | Pascal Markowsky             | MNR            | 556          | 0,97         |             |             |  |
|                |                              |                |              |              |             |             |  |
| Inscrits       | Inscrits                     | Inscrits       | 89 676       | 100,00       | 89 664      | 100,00      |  |
| Abstentions    | Abstentions                  | Abstentions    | 31 541       | 35,17        | 36 096      | 40,26       |  |
| Votants        | Votants                      | Votants        | 58 135       | 64,83        | 53 568      | 59,74       |  |
| Blancs et nuls | Blancs et nuls               | Blancs et nuls | 1 106        | 1,9          | 2 084       | 3,89        |  |
| Exprimés       | Exprimés                     | Exprimés       | 57 029       | 98,1         | 51 484      | 96,11       |  |